# 5 Minutes
 (juillet 2019).
Si vous disposez d'ouvrages ou d'articles de référence ou si vous connaissez des sites web de qualité traitant du thème abordé ici, merci de compléter l'article en donnant les références utiles à sa vérifiabilité et en les liant à la section « Notes et références ».
Singles de Lil' Mo
Ta Da
(2000)
5 Minutes est le premier single de la chanteuse américaine de RnB Lil' Mo en collaboration avec la rappeuse et chanteuse Missy Elliott. Le single fait partie de la bande originale du film Why Do Fools Fall in Love en 1998.
Il atteint la 72e position dans le classement des singles au Royaume-Uni en 1998.

## Liste des pistes
CD (Royaume-Uni)
1. 5 Minutes (version radio)
2. 5 Minutes (version vidéo)
3. 5 Minutes (version album)

Maxi 12 tours (Royaume-Uni)
1. 5 Minutes (version radio)
2. 5 Minutes (instrumental)
3. 5 Minutes (a cappella)

Remix (Promo)
1. Flavahood Remix
2. Timbaland Remix

Maxi 12 tours (États-Unis)
1. 5 Minutes (version album)
2. 5 Minutes (version radio)
3. 5 Minutes (instrumental)
4. 5 Minutes (a cappella)

US 12" promo vinyl
1. 5 Minutes (version vidéo)
2. 5 Minutes (instrumental)